# Robert Graves
Robert von Ranke Graves (24 tháng 7 năm 1895 – 7 tháng 12 năm 1985) là nhà ngôn ngữ học, nhà văn, nhà thơ Anh, tác giả của 140 đầu sách.

## Tiểu sử
Robert Graves sinh ở Wimbledon, London trong gia đình một nhà thơ gốc Ireland, mẹ là người gốc Đức. Robert Graves học ở King's College School và Charterhouse School, sau đó học Đại học Oxford. Những năm Thế chiến I ông tình nguyện ra mặt trận. Từ năm 1921 ông thường xuyên sống ở đảo Mallorca. Robert Graves từng là giảng viên của các trường Đại học Cambridge và Đại học Oxford. Số lượng tác phẩm của Robert Graves rất đồ sộ, gồm văn xuôi, thơ, phê bình, các tập sách chuyên khảo… Ông là một nhà thơ viết nhiều thơ tình và thành công trong thể loại này. Riêng thơ đã có tới hơn 30 tập.
Ngoài sáng tác, ông còn dịch nhiều nhà thơ Hy Lạp cổ ra tiếng Anh. Robert Graves được tặng rất nhiều giải thưởng, đáng kể nhất là Huy chương vàng Hoàng gia năm 1968. Ông mất năm 1985.

## Tác phẩm
Thơ:
- Over the Brazier. London: The Poetry Bookshop, 1916; *Goliath and David. London: Chiswick Press, 1917.
- Fairies and Fusiliers. London: William Heinemann,1917;
- Treasure Box. London: Chiswick Press, 1920.
- Country Sentiment. London: Martin Secker, 1920;
- The Pier-Glass. London: Martin Secker, 1921;
- Whipperginny. London: William Heinemann, 1923;
- The Feather Bed. Richmond, Surrey: Hogarth Press, 1923.
- Mock Beggar Hall. London: Hogarth Press, 1924.
- Welchmans Hose. London: The Fleuron, 1925.
- Poems. London: Ernest Benn, 1925.
- The Marmosites Miscellany (as John Doyle). London: Hogarth Press, 1925.
- Poems (1914-1926). London: William Heinemann, 1927;
- Poems (1914-1927). London: William Heinemann, 1927
- Poems 1929. London: Seizin Press, 1929.
- Ten Poems More. Paris: Hours Press, 1930.
- Poems 1926-1930. London: William Heinemann, 1931.
- To Whom Else? Deyá, Mallorca: Seizin Press, 1931.
- Poems 1930-1933. London: Arthur Barker, 1933.
- Collected Poems. London: Cassell, 1938;
- No More Ghosts: Selected Poems. London: Faber & Faber, 1940.
- Work in Hand, with Norman Cameron and Alan Hodge. London: Hogarth Press, 1942.
- Poems. London: Eyre & Spottiswoode, 1943.
- Poems 1938-1945. London: Cassell, 1945;
- Collected Poems (1914-1947). London: Cassell, 1948.
- Poems and Satires. London: Cassell, 1951.
- Poems 1953. London: Cassell, 1953.
- Collected Poems 1955. New York: Doubleday, 1955.
- Poems Selected by Himself. Harmondsworth: Penguin, 1957;
- The Poems of Robert Graves. New York: Doubleday, 1958.
- Collected Poems 1959. London: Cassell, 1959.
- The Penny Fiddle: Poems for Children. London: Cassell, 1960;
- More Poems 1961. London: Cassell, 1961.
- Collected Poems. New York: Doubleday, 1961.
- New Poems 1962. London: Cassell, 1962; as New Poems.
- The More Deserving Cases: Eighteen Old Poems for Reconsideration. Marlborough:

Văn xuôi:
- My Head! My Head!. London: Sucker, 1925; Alfred. A. Knopf, New York, 1925.
- The Shout. London: Mathews & Marrot, 1929.
- No Decency Left (with Laura Riding) (as Barbara Rich). London: Jonathan Cape, 1932.
- The Real David Copperfield. London: Arthur Barker, 1933;
- Antigua, Penny, Puce. Deyá, Mallorca/London: Seizin Press/Constable, 1936;
- The Story of Marie Powell: Wife to Mr. Milton. London: Cassell, 1943;
- The Golden Fleece. London: Cassell, 1944; as Hercules, My Shipmate, New York: Creative Age Press, 1945.
- The Islands of Unwisdom. New York: Doubleday, 1949; as The Isles of Unwisdom. London: Cassell, 1950.
- Homer's Daughter. London: Cassell, 1955; New York: Doubleday, 1955.
- Catacrok! Mostly Stories, Mostly Funny. London: Cassell, 1956.
- They Hanged My Saintly Billy. London: Cassell, 1957;
- Collected Short Stories. Doubleday: New York, 1964; Cassell, London, 1965.
- An Ancient Castle. London: Peter Owen, 1980.

Các thể loại khác:
- On English Poetry. New York: Alfred. A. Knopf, 1922; London: Heinemann, 1922.
- The Meaning of Dreams. London: Cecil Palmer, 1924; New York: Greenberg, 1925.
- Poetic Unreason and Other Studies. London: Cecil Palmer, 1925.
- Contemporary Techniques of Poetry: A Political Analogy. London: Hogarth Press, 1925.
- Another Future of Poetry. London: Hogarth Press, 1926.
- Impenetrability or The Proper Habit of English. London: Hogarth Press, 1927.
- A Survey of Modernist Poetry (with Laura Riding). London: William Heinemann, 1927;
- Lawrence and the Arabs. London: Jonathan Cape, 1927;
- A Pamphlet Against Anthologies (with Laura Riding). London: Jonathan Cape, 1928; *The Long Weekend (with Alan Hodge). London: Faber & Faber, 1940;
- The Reader Over Your Shoulder (with Alan Hodge). London: Jonathan Cape, 1943;
- Occupation: Writer. New York: Creative Age Press, 1950; London: Cassell, 1951.
- The Nazarene Gospel Restored (with Joshua Podro). London: Cassell, 1953;
- Adam's Rib. London: Trianon Press, 1955; New York: Yoseloff, 1958.
- Jesus in Rome (with Joshua Podro). London: Cassell, 1957.
- 5 Pens in Hand. New York: Doubleday, 1958.
- Food for Centaurs. New York: Doubleday, 1960.
- Greek Gods and Heroes. New York: Doubleday, 1960;
- Selected Poetry and Prose (ed. James Reeves). London: Hutchinson, 1961.
- Oxford Addresses on Poetry. London: Cassell, 1962; New York: Doubleday, 1962.
- The Siege and Fall of Troy. London: Cassell, 1962; New York: Doubleday, 1963.
- The Big Green Book. New York: Crowell Collier, 1962;
- Hebrew Myths. The Book of Genesis (with Raphael Patai).
- Majorca Observed. London: Cassell, 1965; New York: Doubleday, 1965.
- Mammon and the Black Goddess. London: Cassell, 1965
- Two Wise Children. New York: Harlin Quist, 1966; London: Harlin Quist, 1967.
- Poetic Craft and Principle. London: Cassell, 1967.
- The Poor Boy Who Followed His Star. London: Cassell, 1968;
- Greek Myths and Legends. London: Cassell, 1968.
- The Crane Bag. London: Cassell, 1969.
- On Poetry: Collected Talks and Essays. New York: Doubleday, 1969.
- Difficult Questions, Easy Answers. London: Cassell, 1972;

## Một vài bài thơ
| Vương quốc bí ẩn (The secret land) Ở mỗi một người phụ nữ hoàng gia Có vương quốc bí ẩn, còn hiện thực Hơn cõi trần màu xám ở quanh ta. Giờ nửa đêm, khi ngôi nhà lặng lẽ Nàng bỏ sách, thôi cuốn chỉ xe tơ Rồi đi vào vương quốc bí ẩn nọ. Nàng chau mày rồi kéo chắn song Giữa những cây bạch dương cao lớn Và nàng đưa ra đòi hỏi của mình. Chạy, hoặc bay, hoặc ngồi trên ngựa phóng (Ngựa, tất nhiên, là tự đến với nàng) Và đi về nơi mà nàng muốn đến. Nàng làm cho hoa cỏ phải lớn lên Gọi hoa huệ nở hoa từ những nụ Đưa thức ăn cho cá tự tay mình. Trồng những đồi cây, xây những ngôi làng Thung lũng vui nhờ những dòng suối mát Nước lạnh đổ vào hồ đất bao quanh. Tôi chưa bao giờ dám đi hỏi nàng Như quyền lực mà nàng thơ có được Hay về địa lý, về suối về sông. Tôi không lẻn vào giữa rừng bạch dương Và không gác chân ngôi lên trên cổng Rồi ngó nhìn vào màn sương mơ màng. Có phải vì thế mà nàng hứa hẹn Khi tôi qua đời nàng tặng cho tôi Một túp lều ở gần bên cung điện Của riêng nàng, luôn có những hoa tươi Nơi mà sau này chúng tôi sẽ đến. | Kết thúc trò chơi (End of play) Đã kết thúc trò chơi, và muôn thuở Ta, mọi người vẫn thú nhận đôi khi Hoặc nhìn vào bầu trời xanh xưa cũ Một màu xanh như áo của Mary. Ta ngỡ rằng đời vẫn cứ nhởn nhơ Và thơ thẩn giữa đất trời mùa hạ Ánh sáng chói chang, màu xanh hoa cỏ Và lòng tin hạ cố từ trời kia. Cứ ngỡ: gương và tiếng vọng nghìn thu Hòa nhập với tầm nhìn và tiếng động Tiếng gọi lòng tin không còn can đảm Vang lên như lời than vãn: "Tôi mù!" Sao người đời than khóc thật vu vơ Chẳng khác gì khóc không còn răng sữa Có những kẻ khóc nức nở và quỳ Đầu gối, kêu vẻ sầu bi của Chúa. Ta đã thôi không gian lận, dối lừa Đã không còn nghĩ suy như ngày cũ Trong rừng rậm hổ báo và sư tử Vẫn rập rình chờ nhảy xổ vào ta. Và đam mê không dối gian mời mọc Vào điệu nhảy xưa vô tội những ai Từ cái chạm luống cuống của bàn tay Đến cái ôm choàng ngất ngây lồng ngực. Nhưng tình yêu vẫn sống – như vết khắc Dưới lưỡi rìu của đao phủ tang thương Và xác thân bất động ở trong gương Những kỷ niệm xưa vẫn nhìn thấy hết. Bản dịch của Nguyễn Viết Thắng |